# Emese Hof
Emese Eva Hof (Utrecht, 29 maggio 1996) è una cestista olandese.

## Carriera
Ha disputato tre stagioni con il C.B. Avenida (2019-20, 2020-21, 2021-22).